# Oenanthe javanica
Selleristäkra (Oenanthe javanica) är en tvåhjärtbladig växtart som först beskrevs av Carl Ludwig von Blume, och fick sitt nu gällande namn av Augustin Pyrame de Candolle. Oenanthe javanica ingår i släktet stäkror, och familjen flockblommiga växter. IUCN kategoriserar arten globalt som livskraftig.

## Underarter
Arten delas in i följande underarter:
- Oenanthe javanica subsp. javanica
- Oenanthe javanica subsp. rosthornii

## Bildgalleri

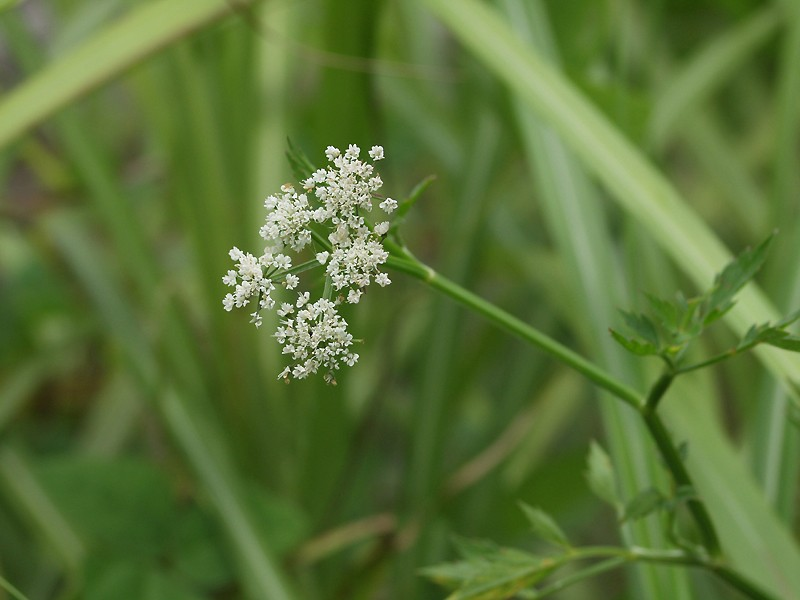